# 齊藤守史
齊藤 守史（さいとう もりちか、1948年（昭和23年）10月17日 - ）は、日本の政治家、実業家。元福岡県飯塚市長（3期）、一番食品株式会社の元代表取締役会長。趣味は、ゴルフ、音楽鑑賞。信条は「我以外皆我師也」。市長時代、常習的に副市長とともに勤務時間中に賭けマージャンを行った上に「金を賭けなければ麻雀人口が減る」と賭博を肯定したことで批判を浴びた。

## 来歴
1971年（昭和46年）3月、日本大学商学部経営学科卒業。同年7月、一番食品株式会社に就職。1976年（昭和51年）9月、専務取締役に就任。1996年（平成8年）4月、取締役副社長に就任。1998年（平成10年）4月、代表取締役社長に就任。
2006年（平成18年）4月、飯塚市長　初当選（23日）。（旧飯塚市は頴田町・庄内町・穂波町・筑穂町の4町と合併し、新制の飯塚市となる。これに伴って4月23日に行われた市長選に自由民主党・民主党・公明党の推薦を受けて出馬。 旧筑穂町長の永芳達夫、前市議の江口徹ら2候補を破り初当選を果たした（齊藤：27,775票、永芳：15,618票、江口：13,586票）。投票率は53.58％だった。
2010年（平成22年）4月、一番食品の代表取締役会長に就任。
同年4月、前回戦った江口徹を破り再選。
2014年（平成26年）、元市議の小幡俊之を破り3選。
2016年（平成28年）12月21日、本人の賭けマージャン疑惑に関する陳情が市議会に提出された、翌22日、市議会で認め、陳謝。ただし、賭けマージャン自体は社会通念上の範囲と当初話していた。（後日、これを撤回し陳謝。）
同年同月、一番食品の代表取締役会長 辞任（一番食品の23日午後の臨時取締役会で、代表取締役会長を辞任。理由について、コンプライアンス上問題があると判断した、と公表された）。
2017年1月31日、飯塚市長を辞職。

## 賭博行為
- 2016年に発覚（来歴記載）。副市長が、面識のない人物から店に出入りする画像を提示され「善後策を福岡市内のホテルで考えましょう」と迫られたため、飯塚署に相談していたが、金銭的な要求などはなかったという[9]。
- 飯塚市長に就任した直後の2006年ころから10年間にわたって、同市副市長や市の入札参加資格がある業者らとともに平日の昼間などに金銭を賭けて麻雀を繰り返していたして、飯塚市議会で陳謝した。
- マージャンをしていた場所は元市議が管理する元マージャン店で、市役所から車で5分ほど離れている。ふだんは閉まっており、本人たちが麻雀をするときのみ開けていた。
- 副市長は「1年間トータルしてみれば勝ったり負けたりでトントン。ゲーム感覚でストレス解消がメインと思ってやっていた」と述べた。
- 事業者が同席していたことについて、「旧知の知人で、便宜供与を図ったことはない」と説明した。
- 一方で、記者団に対し「違法行為だとは考えていない。金を賭けなければ麻雀（競技）人口が減るのではないかと思う。」と述べ、自らの賭博行為については適法であるとの見方を強調し、辞任を否定した。
- また、市の入札参加資格がある業者と賭博行為に興じていた点については「私は経済界から出てきた人間だ。（賭けマージャンなどの）付き合いをしてはいけないのか。市長を辞めたら（賭けマージャンを）またやる。」として、記者団に苦言を呈した。
- 後日、賭博を容認する発言を撤回し、市政治倫理審査会が辞職を勧告した場合は従う考え、だとした。
- 『西日本新聞』は2016年9月から取材をしていた[10]。
- 一般職員の勤務中（行政開庁中）にも市長（本人）と副市長は麻雀を行っていた。賭け金は1日1万円程度だった[11]。
- 2017年の仕事始めで斉藤市長は「お金を賭けること自体が、1円たりとも法を犯すことになる」と話した[12]。
- 2017年1月11日、飯塚市役所で記者会見し、副市長の田中秀哲とともに1月31日でともに辞職すると発表した[13]。